# Marek Niedoszytko
Marek Bazyli Niedoszytko – polski specjalista w zakresie chorób wewnętrznych, alergologii, dr hab. nauk medycznych, profesor Katedry Pneumonologii i Alergologii, prodziekan Wydziału Lekarskiego Gdańskiego Uniwersytetu Medycznego.

## Życiorys
W 2000 ukończył studia medyczne w Akademii Medycznej w Gdańsku, 24 czerwca 2004 obronił pracę doktorską Alergia na grzyby, ocena częstości występowania, możliwości diagnostyki terapii i prewencji, 12 kwietnia 2012 habilitował się na podstawie pracy zatytułowanej Wykorzystanie badania ekspresji genów metodą mikromacierzy RNA w ocenie efektywności immunoterapii swoistej jadem owadów, rozpoznaniu mastocytozy i ocenie zagrożenia alergią na jady owadów u chorych na mastocytozę. 9 lipca 2018 nadano mu tytuł profesora w zakresie nauk medycznych.
Został zatrudniony na stanowisku adiunkta w Katedrze Pneumonologii i Alergologii, a także asystenta Katedry Pneumonologii i Alergologii na Wydziale Lekarskim z Oddziałem Stomatologicznym Gdańskiego Uniwersytetu Medycznego, oraz prodziekana na Wydziale Lekarskim Gdańskiego Uniwersytetu Medycznego.
Jest profesorem  w Katedrze Pneumonologii i Alergologii na Wydziale Lekarskim Gdańskiego Uniwersytetu Medycznego.

## Odznaczenia
- Srebrny Krzyż Zasługi (2021)[3]